# Николаевка (Малосердобинский район)
Николаевка — село в Малосердобинском районе Пензенской области России. Входит в состав Липовского сельсовета.

## География
Село находится в южной части Пензенской области, в пределах южной части Приволжской возвышенности, в лесостепной зоне, на расстоянии примерно 7 километров (по прямой) к северо-западу от села Малая Сердоба, административного центра района. Абсолютная высота — 230 метров над уровнем моря.

### Климат
Климат характеризуется как умеренно континентальный, с относительно жарким летом и холодной продолжительной зимой. Средняя температура воздуха самого холодного месяца (января) составляет −13 °C; самого тёплого месяца (июля) — 20 °C. Продолжительность безморозного периода равна 140—150 дней. Годовое количество атмосферных осадков — 497 мм, из которых большая часть выпадает в тёплый период. Снежный покров держится в течение 130—140 дней.

### Часовой пояс
Село Николаевка, как и вся Пензенская область, находится в часовой зоне МСК (московское время). Смещение применяемого времени относительно UTC составляет +3:00.

## Население
| 1795 | 1811 | 1835 | 1859 | 1889 | 1897 | 1911 |
| ---- | ---- | ---- | ---- | ---- | ---- | ---- |
| 100  | →100 | ↗318 | ↗405 | ↗417 | ↗547 | ↗784 |
| 1914 | 1926 | 1935 | 1939 | 1959 | 1970 | 1979 |
| ↘722 | ↗880 | ↘447 | ↗448 | ↘425 | ↗448 | ↘425 |
| 1989 | 1996 | 2002 | 2010 | 2021 |      |      |
| ↗447 | ↗487 | ↘457 | ↘375 | ↘262 |      |      |

### Национальный состав
Согласно результатам переписи 2002 года, в национальной структуре населения русские составляли 93 % из 457 чел.